# اليكس بيديرزولي
اليكس بيديرزولي (بالإيطالية: Alex Pederzoli)‏ (6 مارس 1984 ببياتشنزا في إيطاليا - ) هو لاعب كرة قدم إيطالي في مركز الوسط. شارك مع منتخب إيطاليا تحت 15 سنة لكرة القدم ومنتخب إيطاليا تحت 16 سنة لكرة القدم ومنتخب إيطاليا تحت 17 سنة لكرة القدم ومنتخب إيطاليا تحت 18 سنة لكرة القدم ومنتخب إيطاليا تحت 19 سنة لكرة القدم ومنتخب إيطاليا تحت 20 سنة لكرة القدم. أما مع النوادي، فقد لعب مع نادي أسكولي ونادي بادوفا ونادي بولونيا ونادي بيستويسي ونادي ريجيانا 1919 ونادي ريميني ونادي فينيزيا ونادي كروتوني ونادي كومو ونادي لوكيزي ويوفنتوس وManfredonia Calcio ‏ ونادي سودتيرول وبوردينوني كالتشيو وبرو سيستو 1913 واتحاد بافيا لكرة القدم وسسارة توريس ‏ وASD Città di Gallipoli ‏.

## روابط خارجية
- اليكس بيديرزولي على موقع قاعدة بيانات كرة القدم.إي يو (الإنجليزية)
- اليكس بيديرزولي على موقع Soccerway.com (الإنجليزية)
- اليكس بيديرزولي على موقع عالم كرة القدم.نت (الإنجليزية)